# Board Game Arena
Board Game Arena — французький вебсайт, на якому можна грати в настільні ігри через Інтернет. Сервіс доступний безкоштовно, має понад десять мільйонів зареєстрованих користувачів з усього світу та доступний німецькою, англійською та іншими мовами. Також існують мобільні додатки для різних пристроїв. Board Game Arena є одним з провідних світових сервісів цифрових настільних ігор.
Портал був заснований у 2010 році Грегорі Ізабеллі та Еммануелем Коліном. У 2021 році французький видавець ігор Asmodee придбав Board Game Arena. Схожу концепцію має вебпортал Tabletopia та комп'ютерна гра Tabletop Simulator, які, на відміну від Board Game Arena, використовують як 2D-графіку, так і 3D-графіку та фізичну симуляцію.

## Бізнес-модель
Board Game Arena використовує модель Freemium. Для гри необхідна безкоштовна реєстрація. Преміум-підписку можна придбати за річну або щомісячну плату. Багато ігор доступні для гри з базовим обліковим записом, але деякі з найвідоміших сучасних ігор доступні лише для гравців з преміум-акаунтами. Хоча ці ігри можуть ініціювати лише преміум-користувачі, не платні користувачі можуть приєднуватися до них.
За власними даними, Board Game Arena має понад десять мільйонів зареєстрованих користувачів, причому в період пандемії COVID-19 спостерігалося значне зростання. У 2020 році кількість гравців зросла на 600 %. Board Game Arena є одним з провідних світових сервісів цифрових настільних ігор.

## Ігри
Board Game Arena пропонує понад 900 різноманітних ігор. Багато з них є цифровими версіями сучасних авторських ігор, які також доступні у продажу. Серед них є ігри з нагородами (наприклад, Spiel des Jahres, Deutscher Spiele Preis або As d’Or). Крім авторських ігор, у сервісі представлені також класичні ігри. Зазвичай ігри можна грати в режимі реального часу або покроково. Режим реального часу вимагає одночасної участі всіх гравців, подібно до гри за столом; покрокова гра дозволяє асинхронне проходження, де гравці мають кілька днів або годин на кожен хід та отримують сповіщення електронною поштою або в веббраузері, коли настала їхня черга. Деякі ігри доступні також для одиночного режиму.

### Авторські ігри (вибірка)
- 6 nimmt!
- 7 Wonders
- Abalone
- Агрікола
- Alhambra
- Новий ковчег
- The Voyages of Marco Polo
- Azul
- Can’t Stop
- Каркасон
- Caylus
- Challengers!
- Цитаделі
- Кольт Експрес
- The Castles of Burgundy
- Екіпаж: Пошуки дев'ятої планети
- Колонізатори
- Загублені Руїни Арнаку
- Dvonn
- El Grande
- Elfenland
- Tigris and Euphrates
- Крила
- Great Western Trail
- Ханабі
- Imhotep
- Одним словом
- Володар Токіо
- Kingdom Builder
- Kingdomino
- Lama
- Живий ліс
- Love Letter
- My City
- Наступна станція Лондон
- Niagara
- Nova Luna
- Пандемія
- Puerto Rico
- Пілоти
- Розкіш
- Targi
- Terra Mystica
- Тераформування Марса
- Thurn und Taxis
- Zooloretto
- Ticket to Ride

### Класичні ігри (вибірка)
- Короткі нарди
- Белот
- Бінокел
- Блекджек
- Крибедж
- Шашки
- Доміно
- Юкер
- Gin Rummy
- Го
- Гомоку
- Халма
- Hearts
- Палички
- Ludo
- Млин
- Реверсі
- Руммі
- Шахи
- Морський бій
- Schnapsen
- Скопа
- Сенет
- Сьоґі
- Скат
- Піки
- Тарок
- Чотири в ряд
- Сянці
- Yahtzee